# Ашар, Марсель
Марсель Ашар (фр. Marcel Achard; настоящее имя Марсель-Огюстен Ферреоль (фр. Marcel-Augustin Ferréol); 5 мая 1899, Сент-Фуа-ле-Лион, Рона — 4 сентября 1974, Париж) — французский сценарист и драматург.

## Биография
Член Французской академии. Окончил Лионский университет. Был учителем, суфлёром в парижском театре «Старая голубятня», журналистом.
С 1922 года Ашар выступает как драматург (пьесы «Жизнь прекрасна», «Рядом с моей блондинкой» и другие).
В 1930 году Ашар написал сценарий по своей пьесе «Жан с Луны» (Jean de la Lune). Автор сценариев: «Весёлая вдова», «Парижский вальс», «Буря», «Мадемуазель Нитуш», «Госпожа де…», «Софи и преступление» и других.
Большинство пьес и сценариев Ашара — комедии, отличающиеся высоким профессионализмом (особенно диалог), но не претендующие на сатирические обобщения.
Ашар был президентом жюри Каннского кинофестиваля 1958 года, на котором «Золотую пальмовую ветвь» получил советский фильм «Летят журавли».